# 海南椴
海南椴（学名：Hainania trichosperma）为锦葵科海南椴属的植物，为中国的特有植物。分布于中国大陆的广西、海南等地，多生在中海拔的山地疏林中。
现接受名为Pityranthe trichosperma (Merr.) Kubitzki, 2007。